# Haha (előadó)
Haha (hangul: 하하, handzsa: 下下; születési nevén Ha Donghun (하동훈), Nyugat-Berlin, 1979. augusztus 20.) dél-koreai énekes, színész, stand-up komikus, rádiós és televíziós műsorvezető. Legismertebb műsorai a Nonstop című szitkom, valamint az Infinite Challenge és a Running Man varietéműsorok.

## Élete és pályafutása
Nyugat-Németországban született, csecsemő volt, amikor Dél-Koreába költöztek vissza szüleivel. Haha 2001-ben a Csikhiri (지키리, Jikiri) nevű hiphopegyüttesben debütált, de érdeklődés hiányában az együttes hamar feloszlott és Haha szólókarrierbe kezdett. Először színészként próbált szerencsét, a Nonstop című szitkomban kapott szerepet, majd az X-Man című varietéműsorban lett rendszeres vendég. 2005-ben megjelent első szólóalbuma The Beautiful Rhyme Diary  címmel. Ugyanebben az évben csatlakozott az Infinite Challenge stábjához, 2010 óta pedig a Running Man állandó szereplője.
Egy nővére van, Ha Dzsjuri (하쥬리, Ha Jyuri), aki zongoraművész. Haha 2012-ben feleségül vette Kim Goun (김고은, Kim Go-Eun) énekesnőt, 2013-ban született meg első gyermekük, Dream.

## Diszkográfia
- The Beautiful Rhyme Diary (2005)
- Quan Ninomarley A.K.A. Haha Reggae Wave (2011)
- Acoustic Tuning Time (2012)[9]